# Frades (La Corogne)
Pour les articles homonymes, voir Frades.

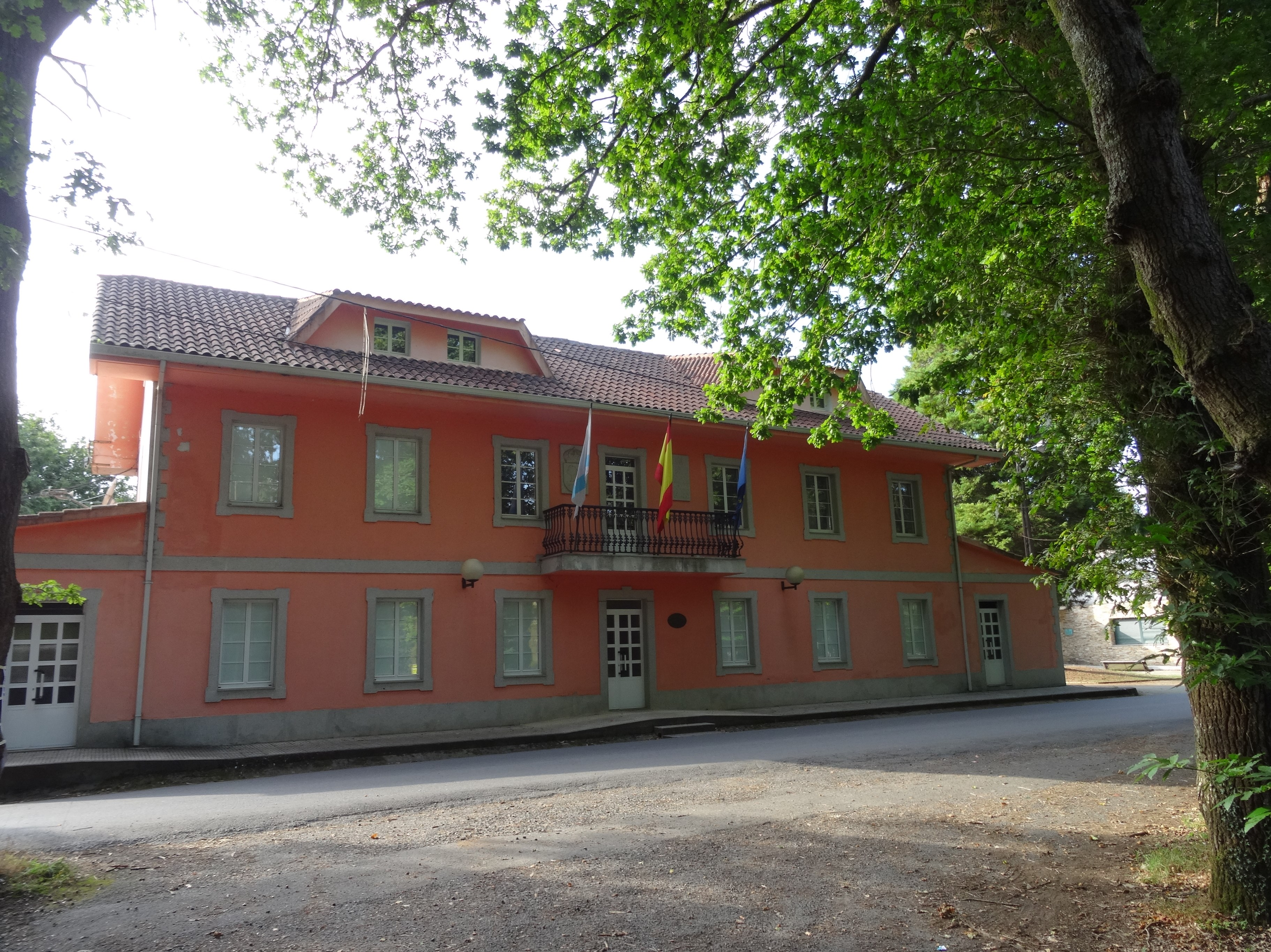
Hôtel de ville de Frades.

Frades est une commune de la province de La Corogne en Espagne située dans la communauté autonome de Galice.